# Bless Its Pointed Little Head
Albums de Jefferson Airplane
Crown of Creation
(1968) Volunteers
(1969)
Singles
1. Plastic Fantastic Lover
Sortie : 1969

Bless Its Pointed Little Head est le premier album live du groupe de rock américain Jefferson Airplane. Il est sorti en février 1969 sur le label RCA Victor et fut produit par Al Schmitt.

## Historique
Cet album fut enregistré du 24 au 26 octobre 1968 au Fillmore West de San Francisco et du 28 au 30 novembre 1968 au Fillmore East de New-York. La réédition de 2004 propose trois titres bonus qui furent enregistrés le 5 novembre 1968 au Fillmore West de San Francisco. 
Six titres (voir liste des titres) ne figurent sur aucun des albums du groupe, dont notamment une reprise de la chanson Fat Angel  de Donovan et de la chanson The Other Side of this Life du chanteur folk américain Fred Neil. Ces deux titres sont dans des versions nettement rallongées par rapport aux originaux.
Cet album se classa à la 17e place du Billboard 200 aux États-Unis, 12e dans les charts canadiens et fut le premier album du groupe à se classer dans les charts britanniques, atteignant la 39e place le 28 juin 1969.

## Liste des titres

### Face 1
| No | Titre                      | Auteur                        | lieu d'enregistrement        | Durée |
| -- | -------------------------- | ----------------------------- | ---------------------------- | ----- |
| 1. | Clergy (inédit)            | Jefferson Airplane            | Fillmore East, New-York      | 1:32  |
| 2. | 3/5 of a Mile in10 Seconds | Marty Balin                   | Fillmore West, San Francisco | 4:37  |
| 3. | Somebody to Love           | Darby Slick                   | Fillmore West, SF            | 3:46  |
| 4. | Fat Angel (inédit)         | Donovan                       | Fillmore East, NY            | 7:29  |
| 5. | Rock Me Baby (inédit)      | trad. arr. Jefferson Airplane | Fillmore West, SF            | 7:40  |

### Face 2
| No  | Titre                                | Auteur                                   | lieu d'enregistrement | Durée |
| --- | ------------------------------------ | ---------------------------------------- | --------------------- | ----- |
| 6.  | The Other Side of this Life (inédit) | Fred Neil                                | Fillmore West, SF     | 6:35  |
| 7.  | It's No Secret                       | Balin                                    | Fillmore West, SF     | 3:22  |
| 8.  | Plastic Fantastic Lover              | Balin                                    | Fillmore West, SF     | 3:40  |
| 9.  | Turn Out the Lights ((inédit)        | Kantner, Slick, Casady, Kaukonen, Dryden | Fillmore East, NY     | 0:58  |
| 10. | Bear Melt (inédit)                   | Kantner, Slick, Casady, Kaukonen, Dryden | Fillmore East, NY     | 11:06 |

### Titres bonus
- La réédition remastérisée sortie en CD en 2004 inclut trois titres supplémentaires

| No  | Titre          | Auteur         | lieu d'enregistrement           | Durée |
| --- | -------------- | -------------- | ------------------------------- | ----- |
| 11. | Today          | Balin, Kantner | Fillmore West, SF le 05/11/1968 | 3:45  |
| 12. | Watch Her Ride | Kantner        | Fillmore West, SF le 05/11/1968 | 3:19  |
| 13. | Won't You Try  | Kantner        | Fillmore West, SF le 05/11/1968 | 5:30  |

## Musiciens
- Marty Balin : chant, basse sur Fat Angel
- Jack Casady : basse, guitare rythmique sur Fat Angel
- Spencer Dryden : batterie, percussions
- Paul Kantner : chant, guitare rythmique, 2e solo de guitare sur Fat Angel
- Jorma Kaukonen : chant, guitare solo
- Grace Slick : chant

## Charts
| Pays        | Durée du classement | Meilleur classement |
| ----------- | ------------------- | ------------------- |
| Canada      | 10 semaines         | 12e                 |
| États-Unis  | 20 semaines         | 17e                 |
| Royaume-Uni | 1 semaine           | 39e                 |